# Статуя Діви Марії (Городенка)
Колона зі статуєю Пречистої Діви Марії — унікальна пам'ятка монументального мистецтва XVIII століття, скульптурний пам'ятник («фігурf») роботи Йогана-Георга Пінзеля в місті Городенці (нині Івано-Франківська область, Україна), біля костелу Непорочного Зачаття Пречистої Діви Марії, до комплексу якого входить.
Єдиний повністю вцілілий із трьох відомих пам'ятників, створених майстром. Від «фігур» Богородиці і святого Яна Непомука у Бучачі збереглися автентичними тільки п'єдестали і голова останнього, проте у 2006-2007 роках обидві пам'ятки відновлено.
Репліки скульптури були в містечках Золотий Потік і Гологори.